# María Roldán Castros
María Roldán Castros (Madrid 8 de enero de 1912- México DF, 11 de octubre de 2003) fue una de las primeras mujeres veterinarias, biólogas y profesoras españolas.
Profesora del Instituto-Escuela que, al terminar la Guerra Civil Española, tuvo que exiliarse en México. Allí llegó a ser Jefe del departamento de investigación y producción biológicos del Instituto Nacional de Investigaciones Pecuarias, dentro de la Secretaría de Agricultura y Ganadería de México. Tuvo que naturalizarse para poder acceder a un empleo público. Casada con Sigfredo Ordón, también veterinario , hijo de Félix Gordón Ordás, veterinario también y Presidente del Gobierno republicano en el exilio durante el período 1951 a 1960.

## Reseña biográfica
María Roldán Castros o "Maruja", nombre con el que era conocida, nació en 1912, dos años después de que se publicara la orden ministerial de 1910 que reconoció en España el derecho de las mujeres al acceso a la Universidad, sin las restricciones legales administrativas existentes hasta entonces. María cursó sus estudios de bachillerato en el Instituto Cisneros, con su hermana y tres amigas, Ángela Aguirre Aramenda, Luz Zalduegui Gabilondo y Filomena Agustina Gómez Díaz.
El padre de María y de Paquita, administrativo del matadero de Legazpi (Madrid), estaba convencido de que la carrera de Veterinaria, con arreglo a los nuevos planes de estudios, tenía un campo que era más idóneo para las mujeres, por lo que influyó en María y su hermana para que eligieran esta profesión. María transmitió su entusiasmo a sus tres amigas que, después de examinarse de reválida en 1930, decidieron todas ellas, ser veterinarias. De esta forma, María y sus tres amigas pasaron a ser las primeras alumnas de la Escuela de Veterinaria de Madrid, el curso 1930.
Luz terminó la carrera en 1936. María, que se había matriculado en Veterinaria y en Ciencias Biológicas, terminó ambas carreras en 1937, un año después de que Luz terminase la de Veterinaria. Por esta razón, Luz se convirtió en la tercera mujer de España y primera de Madrid que cursaba los estudios oficiales de veterinaria.
María fue alumna del Instituto-Escuela y después fue profesora en el mismo. Afiliada a la asociación estudiantes Turró, fue elegida vicesecretaria de la junta directiva. María Roldán asistió a cursos organizados en el marco de la Junta de Ampliación de Estudios, por haber acreditado tener la suficiente preparación para realizar las prácticas. En 1934 fue admitida como socia en la Real Sociedad de Historia Natural.
María contrajo matrimonio con Sigfredo Ordón veterinario e hijo de Félix Gordón Ordás, veterinario también y Presidente del Gobierno republicano en el exilio durante el período 1951 a 1960.

## Exilio
María Roldán fue una de las profesoras de la II República española que accedieron a la formación universitaria y a la del Institución Libre de Enseñanza y que, después de la guerra, tuvieron que exiliarse. María embarcó junto a su marido, su hermana Paquita, su hermano Fernando y su cuñada. Viajaron a bordo del Sinaia y llegaron a Veracruz en junio de 1939. Trabajó como profesora de natación hasta que le convalidaron los títulos de Veterinaria y Biología expedidos en España. Una vez convalidados pudo acceder a empleos más adecuados a su formación. Así, como bióloga pasó a la Dirección General de Defensa Agrícola. Fue Jefe del departamento de investigación y producción biológicas del Instituto Nacional de Investigaciones Pecuarias dentro de la Secretaría de Agricultura y Ganadería de México. Tuvo que naturalizarse para poder acceder a un empleo público. Falleció en México DF el 11 de octubre de 2003 a los 91 años.
Los veterinarios españoles exiliados en México desempeñaron un papel

muy destacado, comenzando por su primer representante, don Félix Gordón Ordás

El papel de veterinarias exiliadas, como María Roldán, también fue destacado.